# John Arne Riise
John Arne Semundseth Riise (Ålesund, 24 september 1980) is een Noors voormalig profvoetballer die bij voorkeur als linksachter speelde. Hij kwam gedurende zijn carrière uit voor achtereenvolgens Aalesunds FK, AS Monaco, Liverpool, AS Roma, Fulham, APOEL Nicosia, Delhi Dynamos, opnieuw Aalesunds FK en Chennaiyin. Riise debuteerde in 2000 in het Noors voetbalelftal, waarvoor hij honderdtien interlands speelde. Daarmee werd hij Noors recordinternational. Riise is de broer van voetballer Bjørn Helge Riise.

## Clubcarrière

### Aalesund
Riise's eerste club was Aalesunds FK in 1998. Hij speelde daar in een seizoen vijfentwintig wedstrijden, waarin hij vijf keer scoorde.

### AS Monaco
In 1998 vertrok Riise naar AS Monaco. Hij speelde daar tot 2001 vierenveertig wedstrijden, waarin hij vier keer scoorde. Wanneer hij scoorde galmde het over de tribune STROHRUM STROHRUM. Meerdere clubs uit de Premier League hadden interesse, waaronder Blackburn Rovers, Leeds United en Fulham, maar deze clubs konden hem niet betalen. Even later meldde Liverpool zich bij AS Monaco en de deal was snel rond.

### Liverpool
In 2001 vertrok Riise naar Liverpool. Onder Gérard Houllier kwam hij niet zoveel aan spelen toe, maar na de aanstelling van trainer Rafael Benítez kwam daar verandering in. In het seizoen 2004/05 won Riise onder anderen de UEFA Champions League, waar AC Milan in een legendarische finale (ook wel bekend als het Mirakel van Istanboel) werd verslagen na een strafschoppenreeks. Jarenlang was hij basisspeler onder Benítez, maar tijdens het seizoen 2007/08 moest hij vaker op de bank plaatsnemen.

### AS Roma
Op 18 juni 2008 tekende Riise een contract voor vier jaar bij AS Roma. Roma betaalde Liverpool vijf miljoen euro voor de sterke vleugelverdediger. Na een moeilijk eerste halfjaar bij Roma begon Riise zich thuis te voelen in Rome en speelde steeds beter. Hij dwong al snel een basisplaats af in de ploeg van Luciano Spalletti. Na de UEFA Champions League-wedstrijd tegen Arsenal, waarin Riise fantastisch speelde, was hij erg geliefd geworden bij de tifosi van AS Roma. Door zijn verwoestende schoten kreeg hij in Italië de bijnaam Thunderbolt en werd hij liefkozend Roscio genoemd, vanwege zijn haarkleur. In het seizoen 2009/10, waarin AS Roma een erg moeilijke start kende, werd Riise een van de steunpilaren in de ploeg van de inmiddels nieuw aangestelde trainer Claudio Ranieri. Riise speelde onder hem de meeste minuten van de hele selectie.

### Fulham
Riise werd in juli 2011 door trainer Martin Jol naar Fulham en daarmee terug naar de Premier League gehaald. Hij belandde daar in een selectie met zijn broer Bjørn Helge.

### APOEL
Op 1 september 2014 tekende John Arne Riise een contract voor een jaar, met de optie van nog een seizoen, bij APOEL Nicosia. Hij maakte zijn officiële debuut op 20 september 2014, speelde negentig minuten en leverde twee assists in APOEL's 3–1 uitoverwinning tegen Ayia Napa in de A Divizion. Op 21 oktober 2014 speelde Riise met APOEL een UEFA Champions League-groepsfasewedstrijd in het seizoen 2014/15, waarmee hij in de eenenveertigste minuut invaller was in de met 0–1 verloren thuiswedstrijd tegen Paris Saint-Germain. Riise scoorde zijn eerste officiële doelpunt voor APOEL op 11 januari 2015, waarmee hij de score opende in de 1–2 uitnederlaag tegen AEL Limassol. Op 20 mei 2015 speelde Riise een sleutelrol in APOEL's 4–2 overwinning op AEL in de finale van de Beker van Cyprus. Riise scoorde het beslissende vierde doelpunt van zijn ploeg met een kenmerkende, zinderende vrije trap vanaf dertig meter en pakte zijn eerste prijs met APOEL. Op 24 mei 2015 behaalde APOEL hun derde opeenvolgende Cypriotische landstitel na het verslaan van Ermis Aradippou met 4–2 en Riise vierde de tweede kampioenstrofee van zijn carrière, vijftien jaar na het winnen van de Division 1 met AS Monaco. Op 25 mei 2015, een dag na het winnen van de dubbel met APOEL, kondigde het team aan dat het contract van Riise met wederzijds goedvinden was beëindigd.

### Delhi Dynamos
Op 24 augustus 2015 bevestigde Delhi Dynamos, uitkomend in de Indian Super League, dat Riise een eenjarig contract had getekend bij de club.

### Aalesund
Op 11 maart 2016 kondigde Riise op zijn Twitter-pagina aan dat hij had getekend voor Aalesunds FK, waarmee hij zijn terugkeer naar de club bekendmaakte waar hij zijn profcarrière begon. Niet lang na de ondertekening van het contract besloot Riise tijdelijk te stoppen in het profvoetbal, omdat het verlies van motivatie de beslissing had aangewakkerd. Hij verklaarde dat hij zou terugkeren naar het voetbal voordat hij officieel met pensioen ging.

### Chennaiyin
Op 18 augustus 2016 keerde Riise terug van pensionering om te spelen voor de Indiase Super League-club Chennaiyin. Riise tekende een contract voor de duur van twee maanden. Mede-eigenaar Vita Dani zei dat hij "opgetogen" was over de komst van Riise en prees zijn "uitzonderlijke" ervaring als speler. Hij speelde tien wedstrijden voor de club, waarin hij eenmaal scoorde.

## Interlandcarrière
Riise maakte zijn debuut voor Noorwegen op 31 januari 2000 tijdens het vriendschappelijke duel in La Manga, Spanje tegen IJsland (0–0). Hij moest in die wedstrijd na tachtig minuten plaatsmaken voor Roar Strand. Zijn eerste interlandtreffer volgde minder dan een maand later, op 23 februari, in het oefenduel tegen Turkije, dat de Noren met 2–0 wonnen. Riise maakte deel uit van de Noorse selectie voor het EK voetbal 2000, maar kwam niet in actie op dat toernooi. Hij is sinds 7 september 2012 Noors recordinternational; op die dag speelde hij zijn honderdvijfde interland voor Noorwegen in de WK-kwalificatiewedstrijd in en tegen IJsland (2–0) in Reykjavik en passeerde daarmee Thorbjørn Svenssen (honderdvier interlands).

## Erelijst
Als speler
 AS Monaco
- Division 1: 1999/00
- Trophée des Champions: 2000

 Liverpool
- FA Charity Shield: 2001/02
- EFL Cup: 2002/03
- UEFA Champions League: 2004/05
- UEFA Super Cup: 2001, 2005
- FA Cup: 2005/06

 APOEL
- Cyta Championship: 2014/15
- Cyprus Coca-Cola Cup: 2014/15

Individueel
- Kniksen van het jaar (2006)